# Ella Ungermann
Ella Christoffersen Ungermann (født 17. februar 1891 i Slagelse, død 23. september 1921 i København) var en dansk skuespiller.
Ella Ungermann arbejdede oprindeligt som kontorassistent og var som skuespiller autodidakt. Efter debuten som skuespillere på en scene i København i 1909 blev hun ansat ved Odense Teater og kom i 1911 til Det Ny Teater. I 1914 blev hun engageret ved Det Kongelige Teater. Hun havde bl.a. roller i Julius Magnussens Betty, i Vølund Smed af Holger Drachmann og i Henri Nathansens Dr. Wahl.
Gennem sit korte liv var Ungermann præget af psykisk ubalance, og i 1921, hvor de interessante opgaver ved Det Kongelige Teater var få, begik hun selvmord.